# ACD Systems
ACD Systems — канадский разработчик программного обеспечения из Виктории, известный своими программами для просмотра изображений ACDSee и ACDSee Photo Manager для 32-битных и 64-разрядных операционных систем Microsoft Windows.
У ACD Systems International Inc. есть офис в США.

## Деятельность
Компания была основана в 1993 году с целью проектирования высококачественных профессиональных иллюстраторов, с помощью которых пользователи могли бы легко и эффективно управлять, создавать, редактировать, использовать и публиковать различного рода файлы мультимедиа. 
Множество копий программного обеспечения используется в учебных заведениях, корпоративном бизнесе и компаниями, входящие в Fortune 500.
Одним из первых созданных программных продуктов был JPEG decoder, а также линейка продуктов ACD для просмотра и управления изображениями.
В настоящее время ACD Systems является одним из ведущих в мире поставщиков менеджеров изображений и программного обеспечения для работы с графикой.

## Продукция
| - ACDSee - ACDSee Pro - ACDSee Photo Editor - FotoSlate - ACD Canvas - ACDSee Photo Manager | - ACDSee PowerPack - ACD FotoCanvas - ACD FotoAngelo - ImageFox - VideoMagic | - FotoVac - ACDZip - PicaView - ImageShark - Express Communicator |